# Enrique Urquijo
Enrique Urquijo est un chanteur, guitariste et auteur-compositeur espagnol, né le 15 mars 1960 à Madrid et décédé le 17 novembre 1999 à Madrid (Espagne).
Il forma le groupe Los Secretos en 1980 avec ses frères Javier et Álvaro Urquijo.
Il s'est suicidé à Madrid le 17 novembre 1999 ; son corps est enterré au cimetière de La Almudena de Madrid.

## Discographie

### Avec Los Secretos
- 1978 : Tos
- 1980 : Los Secretos EP
- 1981 : Los Secretos
- 1982 : Todo siguel igual
- 1983 : Algo más
- 1985 : Lo mejor
- 1986 : El primer cruce
- 1987 : Continuará
- 1988 : Directo
- 1990 : La calle del olvido
- 1991 : Adiós tristeza
- 1993 : Cambio de planes
- 1994 : Ojos de gata
- 1996 : Dos caras distintas
- 1996 : La historia de Los Secretos y CD de grandes éxtios
- 1999 : CD Grandes éxitos II
- 2000 : A tu lado

### Avec Los Problemas
- 1993 : Enrique Urquijo y Los Problemas
- 1998 : Desde que no nos vemos, Enrique y Los Problemas